# Castillonnès
Castillonnès település Franciaországban, Lot-et-Garonne megyében. Lakosainak száma 1359 fő (2022. január 1.). Castillonnès Cahuzac, Douzains, Ferrensac, Lougratte, Montauriol és Saint-Quentin-du-Dropt községekkel határos.

## Népesség
A település népességének változása:
| Lakosok száma | 1408 | 1382 | 1424 | 1499 | 1414 | 1436 | 1417 | 1370 | 1366 | 1359 |
|               | 1968 | 1982 | 1990 | 2006 | 2013 | 2015 | 2017 | 2019 | 2020 | 2022 |